# Johann Gustav Friedrich von Engelbrechten
Johann Gustav Friedrich von Engelbrechten (* 23. November 1733 in Stralsund; † 14. März 1806 in Turow) war ein deutscher Richter am Wismarer Tribunal und Kanzler von Schwedisch-Pommern.

## Leben
Er war der Sohn des Joachim Friedrich von Engelbrechten (1677–1740), Stadtsyndikus von Stralsund und Regierungsrat in Schwedisch-Pommern, und der Margaretha von Corswandt. Nach dem Tod der Eltern wuchs er ab dem siebten Lebensjahr bei seinem Onkel Hermann Heinrich Engelbrecht auf. An der Universität Greifswald wurde er durch ihn und seinen anderen Onkel Brandanus Engelbrecht in Geschichte und Rechtswissenschaften ausgebildet, bevor er zwei Jahre lang an der Universität Jena bei Buder, Schmid und Elmfeld studierte.
Im Winter 1756/57 holte sein Onkel, inzwischen Vizepräsident des Wismarer Tribunals, ihn nach Wismar. Dort konnte er die Akten des Tribunals studieren. Sein Onkel beeinflusste seine Anstellung als außerordentlicher Referendar 1757 und als Protonotar 1760 am Hofgericht Greifswald. Nach dem Tod seines Onkels kandidierte er um die freigewordene Assessorenstelle am Wismarer Tribunal. Wegen seiner Verwandtschaft mit dem verstorbenen und dem neuen Vizepräsidenten von Corswandt kam es zum Streit mit den anderen Assessoren. Schließlich griff die schwedische Regierung ein, berief den erfahrenen Hofgerichtsassessor Johann Franz von Boltenstern ins Tribunal und Johann Gustav Friedrich von Engelbrechten auf ein außerordentliches Assessorat. Als Boltenstern bald darauf starb, erhielt er dessen Stelle.
1775 wurde er zum Kanzler der Regierung Schwedisch-Pommerns ernannt. Im folgenden Jahr wurde er Ritter des Nordstern-Ordens. 1802 wurde seinem Abschiedsgesuch entsprochen, das er aus Altersgründen gestellt hatte.
Er heiratete am 1. Dezember 1763 seine Cousine Regina Sophia Henrietta von Engelbrechten, eine Tochter von Hermann Heinrich von Engelbrecht. Der Ehe entstammten vier Töchter und vier Söhne:
- Hermann (1765–1818), zweimal verheiratet, aus jeder Ehe ein Sohn:
  - Gustav Karl Ludwig (* 1788), aus 1. Ehe
  - Hermann (Moritz) (1800–1841), aus 2. Ehe
- Carl, keine Kinder
- Carolina, keine Kinder
- Friederica, verheiratet mit N.N. von Hard, ein Sohn und zwei Töchter
- Louisa († 1830), keine Kinder
- Ludwig, verheiratet mit Charlotte von Engelbrechten, drei Söhne und eine Tochter
  - Hermann
  - Klas
  - Knuth
  - Wilhelmina
- Malthe, keine Kinder
- Wilhelmina, keine Kinder[2]